# 2,5-二甲基四氢呋喃
2,5-二甲基四氢呋喃是一种有机化合物，化学式为C6H12O。它可由2,5-己二醇和苯磺酰氯、吡啶反应制得，或由2,5-己二酮在催化下氢化得到。它和三乙基硅烷在三(五氟苯基)硼催化下反应，可以得到三乙基(1-甲基戊氧基)硅烷。